# HR 3384
HR 3384 is een oranje dwerg met een spectraalklasse van K1.V. De ster bevindt zich 39,67 lichtjaar van de zon.